# St Bride’s Church (Douglas)

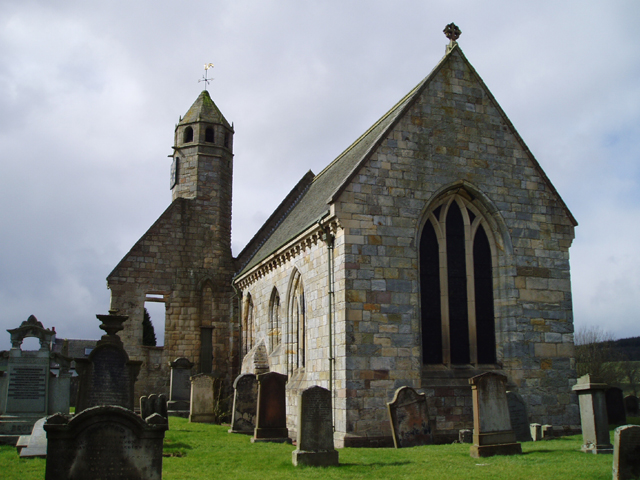
St Bride’s Church

Die St Bride’s Church ist ein Kirchengebäude in der schottischen Ortschaft Douglas in der Council Area South Lanarkshire. 1971 wurde das Bauwerk in die schottischen Denkmallisten in der höchsten Denkmalkategorie A aufgenommen. Des Weiteren ist es als Scheduled Monument klassifiziert.

## Geschichte
Bereits im 12. Jahrhundert wurde eine Kirche am Standort erwähnt. Die heutige St Bride’s Church stammt jedoch vermutlich aus dem späten 14. Jahrhundert. Im Laufe der Jahrhunderte wurden mehrere Veränderungen vorgenommen. Die Turmuhr trägt die Datumsangabe 1565. Es existieren Berichte, dass die schottische Königin Maria Stuart die Uhr stiftete. Im Jahre 1781 befand sich das Gebäude in einem ruinösen Zustand. Es wurde teilweise abgebrochen und durch einen nahegelegenen Neubau ersetzt. 1878 wurde der Chor durch Robert Rowand Anderson wiederaufgebaut. Des Weiteren sind Mauerfragmente sowie der Turm der ursprünglichen Kirche erhalten geblieben.

## Beschreibung
Die St Bride’s Church steht am Nordrand von Douglas. Das Mauerwerk der gotischen Kirche besteht aus Steinquadern, die zu einem Schichtenmauerwerk verbaut wurden. Entlang der Fassaden sind spitzbögige Maßwerke eingelassen, die teilweise nicht mehr dem Ursprungszustand entsprechen. An der Nordwestseite findet sich ein Segmentbogenportal. Der längliche Bau schließt mit einem schiefergedeckten Satteldach. An der Südostkante erhebt sich der Glockenturm mit oktogonalem Grundriss. Unterhalb des Zeltdachs mit kleinen Eckfialen finden sich acht Rundbogenöffnungen.
Im Innenraum befinden sich mehrere aufwändig ornamentierte Grablegen von Edelleuten. Hierzu zählen die unter anderem James Douglas, Lord of Douglas, Archibald Douglas, 5. Earl of Douglas und James Douglas, 7. Earl of Douglas.